# Hrytsko Hryhorenko
Hrytsko Hryhorenko, (ukrainien : Грицько Григоренко), née Олександра Євгенівна Судовщикова-Косач Alexandra Yevhenivna Soudovshchykova-Kosach le 27 avril 1867 dans un village de l'oblast de Kostroma et morte le 27 avril 1924 à Kiev, est une poétesse, féministe, juriste et traductrice ukrainienne francophone. Elle a traduit notamment les œuvres de Jules Verne en ukrainien. Elle était membre du cercle littéraire Pleiada (Pléiades).

## Biographie
Fille de Yevhen Soudovshchykov, professeur de russe, et de Hanna Khoynatska, elle est née dans le nord de la Russie où ses parents avaient été exilés pour leurs activités pro-ukrainiennes. Après la mort de son père en 1868, elle retourne avec sa mère à Kiev. 
Elle y fit ses études et rejoignit un cercle littéraire, la Pleiada (les Pléiades), qui étudiait la littérature ukrainienne et traduisait des auteurs étrangers en ukrainien.
Elle a écrit de la poésie en ukrainien, en russe et en français. Elle a également traduit des écrivains ukrainiens en français et des écrivains français, suédois et anglais en ukrainien. 
En 1893, elle épouse Mykhaylo Kosach. Il a été contrainte de déménager en Estonie pour poursuivre ses études en raison de ses opinions politiques, alors Alexandra et sa mère ont déménagé à Tartu. Là, elle a commencé à écrire de la prose et a publié son premier recueil d'histoires Nashi lyudy na seli (La vie de nos paysans) en 1898.
En 1901, ils sont retournés à Kharkiv, où son mari est devenu professeur à l'Université nationale de Kharkiv. Malheureusement, il mourut deux ans plus tard. Elle a alors déménagé à Kiev avec sa fille. Elle a obtenu un diplôme en droit et a travaillé dans un tribunal. Elle s'est également impliquée dans le mouvement des femmes.
Hrytsko Hryhorenko est morte à Kiev le 27 avril 1924. Elle est enterrée dans l'ancien cimetière de Koudryavske. 
Ses œuvres complètes (en deux volumes) ont été publiées à Kharkiv en 1930.
La plus grande partie de l'héritage littéraire de Hrytsko Hryhorenko est consacrée à exposer les conditions difficiles et la décadence morale de la vie paysanne au tournant des  XIXe et XXe siècles. Elle a détaillé les mesures désespérées auxquelles les paysans, en particulier les femmes, étaient poussés par l'adversité. En effet, ses œuvres ont été écrites avec un réalisme brutale que les critiques et les lecteurs de son époque ont réagi négativement à ses écrits, l'accusant d'être trop pessimiste et de s'attarder uniquement sur le côté obscur de la vie. Ses écrits ultérieurs, dans lesquels elle examinait l'impact des changements technologiques et sociaux sur les individus de tous les niveaux de la société, n'étaient pas moins émouvants et francs.

## Réferences
1. ↑  La voix des femmes dans la littérature ukrainienne